# Australian Open 2025
Die 113. Australian Open waren das erste von vier Grand-Slam-Turnieren der Saison, den am höchsten dotierten Tennisturnieren. Sie fanden vom 12. bis 26. Januar 2025 in Melbourne in Australien statt. Die Qualifikation erfolgte vom 6. bis 9. Januar 2025.
Titelverteidiger beim ersten Grand-Slam-Turnier des Jahres 2025 waren im Einzel Jannik Sinner bei den Herren sowie Aryna Sabalenka bei den Damen sowie im Doppel Rohan Bopanna und Matthew Ebden bei den Herren, Hsieh Su-wei und Elise Mertens bei den Damen und Hsieh Su-wei und Jan Zieliński im Mixed.
Als Reaktion auf den russischen Überfall auf die Ukraine, der am 24. Februar 2022 begann, durften Spieler und Spielerinnen aus Russland und Belarus seitdem bei Grand-Slam-Turnieren nicht unter ihrer Flagge antreten.

## Zeitplan
Die angegebenen Zeiten des vorläufigen Zeitplans waren der deutschen Zeit zehn Stunden voraus, das heißt 11 Uhr Ortszeit war 1:00 Uhr nachts in Deutschland, 18:30 Uhr Ortszeit war 8:30 früh in Deutschland. Das Damen-Einzelfinale begann am Samstag, den 25. Januar 2025 um 9:30 Uhr deutscher Zeit, das Herren-Einzelfinale am Sonntag, den 26. Januar um 9:30 Uhr früh deutscher Zeit.
Kostenpflichtige Livestreams wurden im Eurosport Player, bei Discovery+ und bei DAZN übertragen. Alle Matches, die im Free-TV bei Eurosport liefen, konnte man auch im kostenfreien Livestream auf Joyn abrufen.
| Datum           | Tag Uhrzeit | Abend Uhrzeit | Herren-/Dameneinzel    | Herren-/Damendoppel | Mixed         |
| 6. Januar 2025  | 10:00       |               | Qualifikation 1. Runde | –                   | –             |
| 7. Januar 2025  | 10:00       |               | Qualifikation 1. Runde | –                   | –             |
| 8. Januar 2025  | 10:00       |               | Qualifikation 2. Runde | –                   | –             |
| 9. Januar 2025  | 10:00       |               | Qualifikation 3. Runde | –                   | –             |
| 12. Januar 2025 | 11:00       | 18:30         | 1. Runde               | –                   | –             |
| 13. Januar 2025 | 11:00       | 18:30         | 1. Runde               | –                   | –             |
| 14. Januar 2025 | 11:00       | 18:30         | 1. Runde               | 1. Runde            | –             |
| 15. Januar 2025 | 11:00       | 18:30         | 2. Runde               | 1. Runde            | –             |
| 16. Januar 2025 | 11:00       | 19:00         | 2. Runde               | 1. Runde            | 1. Runde      |
| 17. Januar 2025 | 11:00       | 19:00         | 3. Runde               | 2. Runde            | 1. Runde      |
| 18. Januar 2025 | 11:00       | 18:30         | 3. Runde               | 2. Runde            | 1. Runde      |
| 19. Januar 2025 | 11:00       | 19:00         | Achtelfinale           | Achtelfinale        | Achtelfinale  |
| 20. Januar 2025 | 11:00       | 19:00         | Achtelfinale           | Achtelfinale        | Achtelfinale  |
| 21. Januar 2025 | 11:00       | 19:00         | Viertelfinale          | Viertelfinale       | Viertelfinale |
| 22. Januar 2025 | 11:00       | 18:30         | Viertelfinale          | Viertelfinale       | Halbfinale    |
| 23. Januar 2025 | 11:00       | 19:30         | Halbfinale             | Halbfinale          | –             |
| 24. Januar 2025 | 12:00       | 19:30         | Halbfinale             | Halbfinale          | Finale        |
| 25. Januar 2025 |             | 19:30         | Doppel-Finale          | Einzel-Finale       | –             |
| 26. Januar 2025 |             | 19:30         | Einzel-Finale          | Doppel-Finale       | –             |

Die Rollstuhlwettbewerbe fanden vom 20. bis 25. Januar 2025 statt, die Junioren traten vom 18. bis 25. Januar an.

## Qualifikation
Für das Hauptfeld in den Damen- und Herreneinzelwettbewerben qualifizierten sich je 128 Spieler.
Im Rollstuhlwettbewerb nahmen 16 Damen, 16 Herren und im Quad ebenfalls 16 Spieler teil.

### Über die Weltrangliste
104 Plätze wurden an die Bestplatzierten des WTA-/ATP-Rankings vergeben. Ausschlaggebend war das Ranking am Stichtag 6. Dezember 2024. Darunter waren sechs Spielerinnen und sechs Spieler, die (nach einer Verletzung oder Schwangerschaft) mit einem Protected Ranking (ATP) oder Special Ranking (WTA) an den Start gingen. Jeweils acht weitere Plätze wurden mittels Wildcards vergeben, darunter die Sieger der AO Asia-Pacific Wildcard Play-offs. Gemäß einer gegenseitigen Vereinbarung mit den anderen Grand-Slam-Events erhält ein französischer Spieler und eine französische Spielerin eine Wildcard, die von der Fédération Française de Tennis nominiert wurden. Gleiches galt für die US-Amerikaner, die von der United States Tennis Association entsandt wurden. Die übrigen fünf Wildcards erhielten in der Regel australische Spieler, wobei Ausnahmen möglich waren, wie die frühere Weltranglistenerste Justine Henin (2010). Auch Caroline Wozniacki (2024) hätte eine Wildcard bekommen, wenn sie nicht zurückgezogen hätte. Die Auslosung für die Herren- und Damen-Einzelwettbewerbe erfolgte am 9. Januar 2025 am Eingang zur Margaret Court Arena. Sie wurde über die Website der Australian Open live um 4:30 Uhr früh (2.30pm AEDT) übertragen.

### Qualifikationsturnier
16 Plätze wurden über das vorausgehende Qualifikationsturnier vergeben, das vom 6. bis 9. Januar 2025 ausgetragen wurde. Insgesamt nahmen jeweils 128 Spieler an den Qualifikationsturnieren teil. Dazu gehörten zunächst 119 nachfolgende Teilnehmer der Weltranglisten. Angeführt wurden die Herren-Qualifikationsteilnehmer von der Nummer 102 der ATP-Weltrangliste (Stand 29. Dezember 2024) Dominik Koepfer, der sich qualifizierten konnte, die Damen von der Nummer 82 der WTA-Weltrangliste, Alycia Parks, die bereits in der 1. Qualifikationsrunde ausschied. Die letzte Qualifikantin, Kyōka Okamura hatte die Weltranglistenposition 225, der letzte Qualifikant, Adolfo Daniel Vallejo, die Position 233. Auch für die Teilnahme am Qualifikationsturnier wurden Wildcards vergeben, jeweils neun bei den Damen und bei den Herren. Mit jeweils einer Ausnahme, dem Japaner Rei Sakamoto bei den Herren und der Slowakin Renáta Jamrichová bei den Damen, waren alle Spieler aus Australien, die in der ATP-Weltrangliste die Plätze zwischen 321 und 1264 und in der WTA-Weltrangliste die Plätze 236 bis 1062 einnahmen. Im Qualifikationsturnier traten ebenfalls Spieler mit einem Protected Ranking (ATP) und Spielerinnen mit Special Ranking (WTA) an.
Von den jeweils 32 gesetzten Spielern und Spielerinnen in der Qualifikation schafften es acht Herren und zehn Damen ins Hauptfeld.
Im Rollstuhlwettbewerb der Damen und Herren und im Quad wurden jeweils zwei Plätze über das vorausgehende Qualifikationsturnier, das am 20. Januar 2025 durchgeführt wurde, vergeben, an dem jeweils vier Spielerinnen und Spieler teilnahmen.
Während der Eröffnungswoche, in der die Qualifikationen stattfanden, wurden an den vier Abenden Wohltätigkeitsmatches in der Rod Laver Arena gespielt, an denen Novak Đoković, Jannik Sinner, Carlos Alcaraz und Zheng Qinwen teilnahmen.

### Absagen
| Spielerin          | Spieler         |
| ------------------ | --------------- |
| Caroline Wozniacki | Sebastian Ofner |
| Barbora Krejčíková | Emil Ruusuvuori |
| Karolína Plíšková  |                 |

## Herreneinzel
Setzliste
| Nr. | Spieler            | Erreichte Runde |
| --- | ------------------ | --------------- |
| 01. | Jannik Sinner      | Sieg            |
| 02. | Alexander Zverev   | Finale          |
| 03. | Carlos Alcaraz     | Viertelfinale   |
| 04. | Taylor Fritz       | 3. Runde        |
| 05. | Daniil Medwedew    | 2. Runde        |
| 06. | Casper Ruud        | 2. Runde        |
| 07. | Novak Đoković      | Halbfinale      |
| 08. | Alex de Minaur     | Viertelfinale   |
| 09. | Andrei Rubljow     | 1. Runde        |
| 10. | Grigor Dimitrow    | 1. Runde        |
| 11. | Stefanos Tsitsipas | 1. Runde        |
| 12. | Tommy Paul         | Viertelfinale   |
| 13. | Holger Rune        | Achtelfinale    |
| 14. | Ugo Humbert        | Achtelfinale    |
| 15. | Jack Draper        | Achtelfinale    |
| 16. | Lorenzo Musetti    | 3. Runde        |

| Nr. | Spieler                    | Erreichte Runde |
| --- | -------------------------- | --------------- |
| 17. | Frances Tiafoe             | 2. Runde        |
| 18. | Hubert Hurkacz             | 2. Runde        |
| 19. | Karen Chatschanow          | 3. Runde        |
| 20. | Arthur Fils                | 3. Runde        |
| 21. | Ben Shelton                | Halbfinale      |
| 22. | Sebastian Korda            | 2. Runde        |
| 23. | Alejandro Tabilo           | 1. Runde        |
| 24. | Jiří Lehečka               | Achtelfinale    |
| 25. | Alexei Popyrin             | 1. Runde        |
| 26. | Tomáš Macháč               | 3. Runde        |
| 27. | Jordan Thompson            | 2. Runde        |
| 28. | Sebastián Báez             | 1. Runde        |
| 29. | Félix Auger-Aliassime      | 2. Runde        |
| 30. | Giovanni Mpetshi Perricard | 1. Runde        |
| 31. | Francisco Cerúndolo        | 3. Runde        |
| 32. | Flavio Cobolli             | 1. Runde        |

## Dameneinzel
Setzliste
| Nr. | Spielerin           | Erreichte Runde |
| --- | ------------------- | --------------- |
| 01. | Aryna Sabalenka     | Finale          |
| 02. | Iga Świątek         | Halbfinale      |
| 03. | Coco Gauff          | Viertelfinale   |
| 04. | Jasmine Paolini     | 3. Runde        |
| 05. | Zheng Qinwen        | 2. Runde        |
| 06. | Jelena Rybakina     | Achtelfinale    |
| 07. | Jessica Pegula      | 3. Runde        |
| 08. | Emma Navarro        | Viertelfinale   |
| 09. | Darja Kassatkina    | Achtelfinale    |
| 10. | Danielle Collins    | 3. Runde        |
| 11. | Paula Badosa        | Halbfinale      |
| 12. | Diana Schneider     | 3. Runde        |
| 13. | Anna Kalinskaja     | Rückzug         |
| 14. | Mirra Andrejewa     | Achtelfinale    |
| 15. | Beatriz Haddad Maia | 3. Runde        |
| 16. | Jeļena Ostapenko    | 1. Runde        |

| Nr. | Spielerin                    | Erreichte Runde |
| --- | ---------------------------- | --------------- |
| 17. | Marta Kostjuk                | 3. Runde        |
| 18. | Donna Vekić                  | Achtelfinale    |
| 19. | Madison Keys                 | Sieg            |
| 20. | Karolína Muchová             | 2. Runde        |
| 21. | Wiktoryja Asaranka           | 1. Runde        |
| 22. | Katie Boulter                | 2. Runde        |
| 23. | Magdalena Fręch              | 3. Runde        |
| 24. | Julija Putinzewa             | 3. Runde        |
| 25. | Ljudmila Samsonowa           | 2. Runde        |
| 26. | Jekaterina Alexandrowa       | 1. Runde        |
| 27. | Anastassija Pawljutschenkowa | Viertelfinale   |
| 28. | Elina Switolina              | Viertelfinale   |
| 29. | Linda Nosková                | 1. Runde        |
| 30. | Leylah Fernandez             | 3. Runde        |
| 31. | Maria Sakkari                | 1. Runde        |
| 32. | Dajana Jastremska            | 3. Runde        |

## Herrendoppel
Setzliste
| Nr. | Paarung                            | Erreichte Runde |
| --- | ---------------------------------- | --------------- |
| 01. | Marcelo Arévalo Mate Pavić         | Viertelfinale   |
| 02. | Marcel Granollers Horacio Zeballos | Rückzug         |
| 03. | Simone Bolelli Andrea Vavassori    | Finale          |
| 04. | Kevin Krawietz Tim Pütz            | Halbfinale      |
| 05. | Nikola Mektić Michael Venus        | 1. Runde        |
| 06. | Harri Heliövaara Henry Patten      | Sieg            |
| 07. | Nathaniel Lammons Jackson Withrow  | 2. Runde        |
| 08. | Máximo González Andrés Molteni     | 1. Runde        |

| Nr. | Paarung                          | Erreichte Runde |
| --- | -------------------------------- | --------------- |
| 09. | Matthew Ebden Joran Vliegen      | 1. Runde        |
| 10. | Joe Salisbury Neal Skupski       | 2. Runde        |
| 11. | Julian Cash Lloyd Glasspool      | Viertelfinale   |
| 12. | Jamie Murray John Peers          | 2. Runde        |
| 13. | Sander Gillé Jan Zieliński       | Achtelfinale    |
| 14. | Nicolás Barrientos Rohan Bopanna | 1. Runde        |
| 15. | Hugo Nys Édouard Roger-Vasselin  | Viertelfinale   |
| 16. | Sadio Doumbia Fabien Reboul      | Achtelfinale    |

## Damendoppel
Setzliste
| Nr. | Paarung                            | Erreichte Runde |
| --- | ---------------------------------- | --------------- |
| 01. | Kateřina Siniaková Taylor Townsend | Sieg            |
| 02. | Gabriela Dabrowski Erin Routliffe  | Halbfinale      |
| 03. | Hsieh Su-wei Jeļena Ostapenko      | Finale          |
| 04. | Sara Errani Jasmine Paolini        | 2. Runde        |
| 05. | Chan Hao-ching Ljudmyla Kitschenok | Achtelfinale    |
| 06. | Elise Mertens Ellen Perez          | 2. Runde        |
| 07. | Asia Muhammad Demi Schuurs         | Achtelfinale    |
| 08. | Anna Danilina Irina Chromatschowa  | 1. Runde        |

| Nr. | Paarung                              | Erreichte Runde |
| --- | ------------------------------------ | --------------- |
| 09. | Kristina Mladenovic Zhang Shuai      | Viertelfinale   |
| 10. | Sofia Kenin Monica Niculescu         | 1. Runde        |
| 11. | Weronika Kudermetowa Ena Shibahara   | 2. Runde        |
| 12. | Guo Hanyu Alexandra Panowa           | Achtelfinale    |
| 13. | Tímea Babos Nicole Melichar-Martinez | Achtelfinale    |
| 14. | Marie Bouzková Bethanie Mattek-Sands | 1. Runde        |
| 15. | Beatriz Haddad Maia Laura Siegemund  | Achtelfinale    |
| 16. | Leylah Fernandez Nadija Kitschenok   | Achtelfinale    |

## Mixed
Setzliste
| Nr. | Paarung                      | Erreichte Runde |
| --- | ---------------------------- | --------------- |
| 01. | Sara Errani Andrea Vavassori | Achtelfinale    |
| 02. | Erin Routliffe Michael Venus | Halbfinale      |
| 03. | Ellen Perez Kevin Krawietz   | Viertelfinale   |
| 04. | Taylor Townsend Hugo Nys     | Achtelfinale    |

| Nr. | Paarung                       | Erreichte Runde |
| --- | ----------------------------- | --------------- |
| 05. | Desirae Krawczyk Neal Skupski | 1. Runde        |
| 06. | Hsieh Su-wei Jan Zieliński    | Achtelfinale    |
| 07. | Demi Schuurs Tim Pütz         | Achtelfinale    |
| 08. | Asia Muhammad Andrés Molteni  | Viertelfinale   |

   Sieg:  Olivia Gadecki /  John Peers (WC)

## Junioreneinzel
Setzliste
| Nr. | Spieler                | Erreichte Runde |
| --- | ---------------------- | --------------- |
| 01. | Jan Kumstát            | Viertelfinale   |
| 02. | Ämir Omarchanow        | Achtelfinale    |
| 03. | Andrés Santamarta Roig | 2. Runde        |
| 04. | Jack Kennedy           | Viertelfinale   |
| 05. | Jagger Leach           | Halbfinale      |
| 06. | Oliver Bonding         | 1. Runde        |
| 07. | Oskari Paldanius       | Halbfinale      |
| 08. | Henry Bernet           | Sieg            |

| Nr. | Spieler                       | Erreichte Runde |
| --- | ----------------------------- | --------------- |
| 09. | Timofei Derepasko             | Viertelfinale   |
| 10. | Maxwell Exsted                | 2. Runde        |
| 11. | Flynn Thomas                  | Achtelfinale    |
| 12. | Andrea De Marchi              | 2. Runde        |
| 13. | Moïse Kouamé                  | Achtelfinale    |
| 14. | William Rejchtman Vinciguerra | Viertelfinale   |
| 15. | Alan Ważny                    | 1. Runde        |
| 16. | Aleksandar Wasilew            | Achtelfinale    |

## Juniorinneneinzel
Setzliste
| Nr. | Spielerin          | Erreichte Runde |
| --- | ------------------ | --------------- |
| 01. | Emerson Jones      | Halbfinale      |
| 02. | Mika Stojsavljevic | 1. Runde        |
| 03. | Jeline Vandromme   | Viertelfinale   |
| 04. | Wakana Sonobe      | Sieg            |
| 05. | Teodora Kostović   | 2. Runde        |
| 06. | Kristina Penickova | Finale          |
| 07. | Tereza Krejčová    | 2. Runde        |
| 08. | Elisara Janewa     | 2. Runde        |

| Nr. | Spielerin           | Erreichte Runde |
| --- | ------------------- | --------------- |
| 09. | Mingge Xu           | Achtelfinale    |
| 10. | Rositsa Dencheva    | 1. Runde        |
| 11. | Jana Kovačková      | Achtelfinale    |
| 12. | Alena Kovačková     | Achtelfinale    |
| 13. | Vendula Valdmannová | 1. Runde        |
| 14. | Hannah Klugman      | Achtelfinale    |
| 15. | Mika Buchnik        | 1. Runde        |
| 16. | Julia Stusek        | Achtelfinale    |

## Juniorendoppel
Setzliste
| Nr. | Paarung                             | Erreichte Runde |
| --- | ----------------------------------- | --------------- |
| 01. | Oliver Bonding Jagger Leach         | Halbfinale      |
| 02. | Maxwell Exsted Jan Kumstát          | Sieg            |
| 03. | Timofei Derepasko Ämir Omarchanow   | 1. Runde        |
| 04. | Moïse Kouamé Andrés Santamarta Roig | Viertelfinale   |

| Nr. | Paarung                                        | Erreichte Runde |
| --- | ---------------------------------------------- | --------------- |
| 05. | Henry Bernet Flynn Thomas                      | 1. Runde        |
| 06. | Oskari Paldanius Alan Ważny                    | 1. Runde        |
| 07. | Andrea De Marchi William Rejchtman Vinciguerra | Halbfinale      |
| 08. | Noah Johnston Benjamin Willwerth               | Viertelfinale   |

## Juniorinnendoppel
Setzliste
| Nr. | Paarung                             | Erreichte Runde |
| --- | ----------------------------------- | --------------- |
| 01. | Wakana Sonobe Mika Stojsavljevic    | Viertelfinale   |
| 02. | Emerson Jones Hannah Klugman        | Finale          |
| 03. | Rossiza Dentschewa Elisara Janewa   | Viertelfinale   |
| 04. | Tereza Krejčová Vendula Valdmannová | Halbfinale      |

| Nr. | Paarung                                | Erreichte Runde |
| --- | -------------------------------------- | --------------- |
| 05. | Alena Kovačková Jana Kovačková         | Halbfinale      |
| 06. | Annika Penickova Kristina Penickova    | Sieg            |
| 07. | Victoria Luiza Barros Teodora Kostović | 1. Runde        |
| 08. | Julia Stusek Luna Vujović              | Viertelfinale   |

## Herreneinzel-Rollstuhl
Setzliste
| Nr. | Spieler             | Erreichte Runde |
| --- | ------------------- | --------------- |
| 01. | Tokito Oda          | Finale          |
| 02. | Alfie Hewett        | Sieg            |
| 03. | Martín de la Puente | Halbfinale      |
| 04. | Gustavo Fernández   | Halbfinale      |

## Dameneinzel-Rollstuhl
Setzliste
| Nr. | Spielerin       | Erreichte Runde |
| --- | --------------- | --------------- |
| 01. | Yui Kamiji      | Sieg            |
| 02. | Aniek van Koot  | Finale          |
| 03. | Wang Ziying     | Halbfinale      |
| 04. | Jiske Griffioen | Viertelfinale   |

## Herrendoppel-Rollstuhl
Setzliste
| Nr. | Paarung                  | Erreichte Runde |
| --- | ------------------------ | --------------- |
| 01. | Alfie Hewett Gordon Reid | Sieg            |
| 02. | Tom Egberink Tokito Oda  | Halbfinale      |

## Damendoppel-Rollstuhl
Setzliste
| Nr. | Paarung                        | Erreichte Runde |
| --- | ------------------------------ | --------------- |
| 01. | Jiske Griffioen Aniek van Koot | Halbfinale      |
| 02. | Yui Kamiji Lucy Shuker         | Halbfinale      |

   Sieg:  Li Xiaohui /  Wang Ziying

## Quadeinzel
Setzliste
| Nr. | Spieler      | Erreichte Runde |
| --- | ------------ | --------------- |
| 01. | Sam Schröder | Sieg            |
| 02. | Niels Vink   | Finale          |
| 03. | Guy Sasson   | Halbfinale      |
| 04. | Ahmet Kaplan | Halbfinale      |

## Quaddoppel
Setzliste
| Nr. | Paarung                       | Erreichte Runde |
| --- | ----------------------------- | --------------- |
| 01. | Guy Sasson Niels Vink         | Finale          |
| 02. | Andrew Lapthorne Sam Schröder | Sieg            |

## Siegerliste

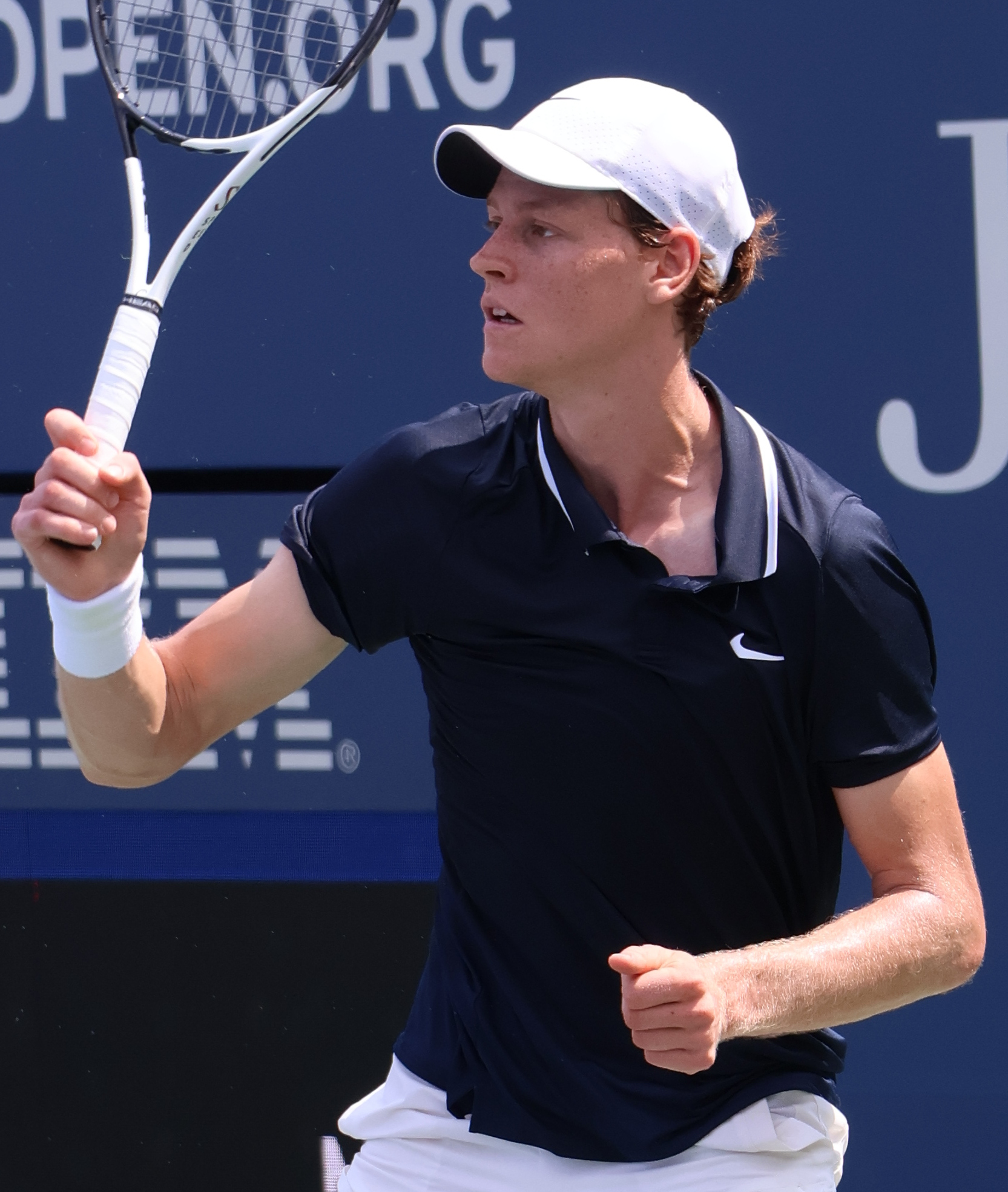
Jannik Sinner

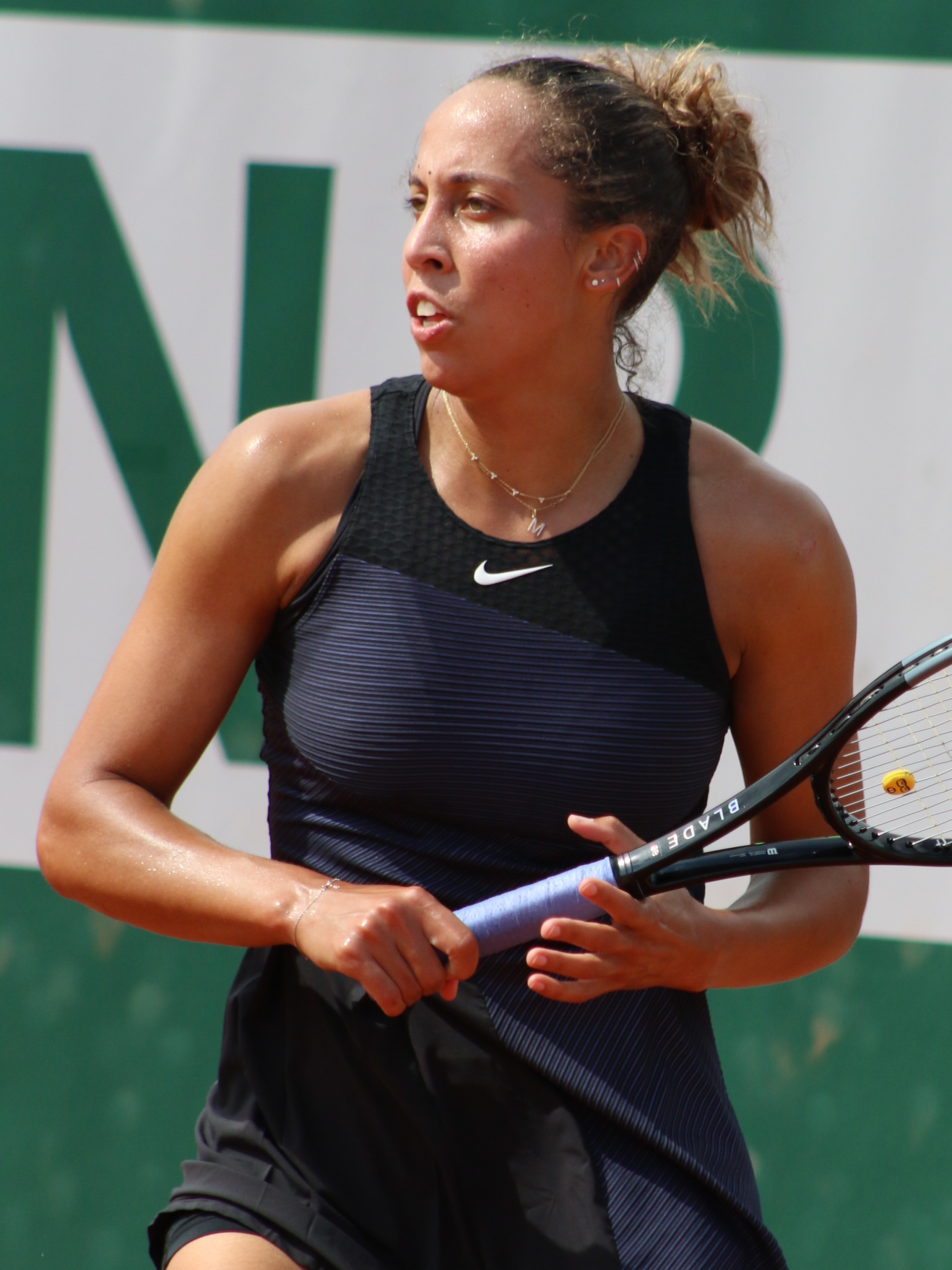
Madison Keys

| Wettbewerb                  | Sieger                              |
| --------------------------- | ----------------------------------- |
| Herreneinzel                | Jannik Sinner                       |
| Dameneinzel                 | Madison Keys                        |
| Herrendoppel                | Harri Heliövaara Henry Patten       |
| Damendoppel                 | Kateřina Siniaková Taylor Townsend  |
| Mixed                       | Olivia Gadecki John Peers           |
| Rollstuhl-Herreneinzel      | Alfie Hewett                        |
| Rollstuhl-Dameneinzel       | Yui Kamiji                          |
| Rollstuhl-Herrendoppel      | Alfie Hewett Gordon Reid            |
| Rollstuhl-Damendoppel       | Li Xiaohui Wang Ziying              |
| Quad-Einzel                 | Sam Schröder                        |
| Quad-Doppel                 | Andy Lapthorne Sam Schröder         |
| Junioren-Einzel             | Henry Bernet                        |
| Juniorinnen-Einzel          | Wakana Sonobe                       |
| Junioren-Doppel             | Maxwell Exsted Jan Kumstát          |
| Juniorinnen-Doppel          | Annika Penickova Kristina Penickova |
| Rollstuhl-Junioreneinzel    | Charlie Cooper                      |
| Rollstuhl-Juniorinneneinzel | Vitória Miranda                     |
| Rollstuhl-Juniorendoppel    | Luiz Calixto Charlie Cooper         |
| Rollstuhl-Juniorinnendoppel | Luna Gryp Vitória Miranda           |

## Preisgeld
2025 wurden insgesamt 96.500.000 Australische Dollar (58.203.300 €) Preisgeld in allen Wettbewerben an die Tennisspieler ausgeschüttet (1 AU$ entspricht zum Zeitpunkt des Turniers etwa 0,60 €).
| Event   | Sieger        | Finale        | Halbfinale    | Viertelfinale | Achtelfinale | Runde letzte 32 | Runde letzte 64 | Runde der 128 | Qualifikation 3. Runde | Qualifikation 2. Runde | Qualifikation 1. Runde |
| Einzel  | AU$ 3.500.000 | AU$ 1.900.000 | AU$ 1.100.000 | AU$ 665.000   | AU$ 420.000  | AU$ 290.000     | AU$ 200.000     | AU$ 132.000   | AU$ 72.000             | AU$ 49.000             | AU$ 35.000             |
| Doppel* | AU$0810.000   | AU$0440.000   | AU$0250.000   | AU$ 142.000   | AU$082.000   | AU$058.000      | AU$040.000      |               |                        |                        |                        |
| Mixed*  | AU$0175.000   | AU$097.750    | AU$052.500    | AU$027.750    | AU$014.000   | AU$07.250       |                 |               |                        |                        |                        |

- pro Paar

Das Gesamtpreisgeld, das bei den Rollstuhlwettbewerben ausgelobt wurde, betrug 1,6 Millionen AU$, während die Männer-, Frauen- und Quad-Divisionen alle das gleiche Preisgeld erhielten, wobei die Gewinner 109.000 AU$ bekamen.

## Weltranglistenpunkte
| Event        | Sieger | Finale | Halbfinale | Viertelfinale | Achtelfinale | Runde der 32 | Runde der 64 | Runde der 128 | Qualifikation | Qualifikation 3. Runde | Qualifikation 2. Runde | Qualifikation 1. Runde |
| Herreneinzel | 2000   | 1300   | 800        | 400           | 200          | 100          | 50           | 10            | 30            | 16                     | 08                     | 0                      |
| Herrendoppel | 2000   | 1200   | 720        | 360           | 180          | 090          | 0            |               |               |                        |                        |                        |
| Dameneinzel  | 2000   | 1300   | 780        | 430           | 240          | 130          | 70           | 10            | 40            | 30                     | 20                     | 2                      |
| Damendoppel  | 2000   | 1300   | 780        | 430           | 240          | 130          | 10           |               |               |                        |                        |                        |

| Event              | Sieger | Finale | Halbfinale | Viertelfinale | Achtelfinale | Runde der 32 | Qualifikant | Qualifikation |
| Junioren-Einzel    | 375    | 270    | 180        | 120           | 75           | 30           | 25          | 20            |
| Juniorinnen-Einzel | 375    | 270    | 180        | 120           | 75           | 30           | 25          | 20            |
| Junioren-Doppel    | 270    | 180    | 120        | 75            | 45           |              |             |               |
| Juniorinnen-Doppel | 270    | 180    | 120        | 75            | 45           |              |             |               |

| Event       | Sieger | Finale | Halbfinale | Viertelfinale |
| Einzel      | 800    | 500    | 375        | 100           |
| Doppel      | 800    | 500    | 100        |               |
| Quad Einzel | 800    | 500    | 100        |               |
| Quad Doppel | 800    | 100    |            |               |